# چاووش (فیلم)
چاووش فیلمی به کارگردانی ساموئل خاچیکیان و نویسندگی علاءالدین رحیمی، معصومه تقی‌پور محصول سال ۱۳۶۹ است.

## خلاصه داستان
عمو هاشم پیرمرد روستایی که سابقاً شکارچی ماهری بوده و بینایی چندانی ندارد تصمیم می‌گیرد که گوزنی شکار کند و آن را به مال‌خری بفروشد تا خرج سفرش با گروه چاووش را فراهم آورد و به زیارت علی بن موسی الرضا برود. عده‌ای شکارچی از شهر نیز برای شکار به این منطقه می‌آیند و بلدی به نام رسول را استخدام می‌کنند؛ ولی عمو هاشم که نمی‌خواهد گوزن مورد نظرش را شکارچیان شکار کنند، داوطلب راهنمایی آن‌ها می‌شود و هنگامی که شکارچیان می‌خواهند گوزن او را شکار کنند، گوزن را فراری می‌دهد. شکارچیان عمو هاشم را اخراج می‌کنند و او هنگام بازگشت از جنگل با غریبه‌ای برخورد می‌کند که همراه دوستانش قصد زیارت رضا را دارد. عمو هاشم در ادامهٔ راه متوجه می‌شود که شکارچیان گوزن، آن را شکار کرده‌اند.

## بازیگران
- پرویز پورحسینی
- حسین یاریار
- محمد ابهری
- امرالله صابری
- نرسی گرگیا
- الهه سجادی
- شاهد احمدلو
- حسین پناهی
- نفیسه طباطبایی
- عباس محبوب
- محمدولی احمدلو
- صفر اجلی
- محمدرضا سیف‌اللهی
- محمدرضا قومی
- احمد امیدی
- سعید سلطانی
- حسین نباتی